# MEOS interkulturell
MEOS interkulturell (bis 2013: MEOS Svizzera) arbeitet seit 1963 auf evangelikal-christlicher Basis in der Missionsarbeit unter Asylsuchenden und Fremdsprachigen in der Schweiz.

## Geschichte
MEOS interkulturell wurde am 3. Dezember 1963 als Verein von Fürsprecher Fritz von Steiger (Vereinspräsident), Prediger E. Scholl (Vizepräsident) und Karl F. Grieder (Missionsleiter) gegründet. Ihr Auftrag war zu Beginn, unter den italienischen Gastarbeitern "die Liebe Gottes bekannt zu machen". MEOS Interkulturell, ursprünglich «Missione Evangelica per gli Operai Stranieri in Svizzera» (Evangelische Mission unter ausländischen Gastarbeitern in der Schweiz) steht heute für «Evangelische Mission unter Ausländern in der Schweiz».
Im Frühling 1964 konnte mit Gerhard Jack-Spanu der erste Mitarbeiter angestellt werden. 1965 folgte Enos Manelli als zweiter Mitarbeiter unter Italienern. Bald kam der Einsatz unter Spaniern, Portugiesen, Griechen, Jugoslawen und Türken dazu. 1966 wurde Peter Hausammann und 1967 Ladislau Aranyi angestellt. Bis 1975 entwickelte sich die Arbeit weiter, so dass elf Mitarbeiter bei MEOS Svizzera tätig waren. Im 2011 sind 11 Personen unter verschiedenen Sprachgruppen und Asylbewerbern tätig. 
1964 wurde die Schriften- und Schallplattenmission «Zum Guten Brunnen» (ab 2004 MEOS Medien) als selbständiger Verein gestartet. 2013 wurde MEOS Medien zu einem voll integrierten Teil von MEOS. Heute umfasst das Sortiment Bibeln, Bücher, Schriften in über 60 Sprachen.
1965 führte der Verein die erste Kalenderaktion durch. Es konnten 800 italienische und 400 spanische Tages-Abreisskalender verteilt werden. Für das Jahr 2024 wurden verschiedene Arten von Kalendern in ca. 40 Sprachen angeboten.
1979 war der erste Einsatz mit einer eigenen Übersetzungsanlage an einer Evangelisation in Schaffhausen. Über Jahre war die Übersetzungstätigkeit des Vereins bei Evangelisationsversammlungen nicht wegzudenken. In der Zwischenzeit wird die Übersetzungsanlage nicht mehr angeboten. Geblieben sind jedoch vereinzelte Einsätze als Übersetzer.
2013 wurde MEOS Svizzera in MEOS Interkulturelle Dienste umbenannt und 2015 im Handelsregister des Kantons Zürich eingetragen. Seit 2023 tritt MEOS interkulturell mit neuem Logo auf.
2018 Die Mitgliederversammlung verabschiedete am 10. November 2018 neue Statuten und bestimmt, dass ab sofort sämtliche Medien aus dem MEOS Sortiment nur noch auf Spendenbasis abgegeben werden. In den aktuellen Statuten wird der Vereinszweck wie folgt definiert: Der Verein begleitet Migranten ganzheitlich und fördert interkulturelle Kompetenzen bei Schweizern und Eingewanderten. Dies geschieht auf einer christlichen Basis durch eine breite Palette von sozialdiakonischen Diensten, Beratung, Schulungen und dem Weitergeben der Botschaft von Jesus Christus an Interessierte.

### Leitung
- Karl F. Grieder, Dezember 1963 bis Juli 1971
- Jacques Brunnschweiler, Juli 1971 bis Januar 1973
- Karl F. Grieder, Februar 1973 bis September 1974
- Hans Bösch, Oktober 1974 bis August 1977
- Peter Hausammann, September 1977 bis April 2003
- Martin Saegesser, April 2003 bis Januar 2018[4]
- Niklaus Meier, ab Februar 2018

## Lehre und Verbindungen zu anderen Werken
Der Verein vertritt oder verbreitet keine spezielle Lehre, sondern stützt sich auf das Glaubensbekenntnis der Europäischen Evangelischen Allianz ab. Die wichtigsten Punkte sind unter der theologischen Basis der Deutschen Evangelischen Allianz nachzulesen. Ihre Arbeit geschieht im Sinne der Lausanner Verpflichtung. MEOS ist Mitglied bei der Schweizerischen Evangelischen Allianz (SEA). MEOS arbeitet als Gründungsmitglied eng mit SEA Arbeitsgemeinschaft interkulturell (ehemals AGiK, neu: interkulturell) zusammen.

## Organisation
Der Verein beschäftigt ca. 20 Mitarbeiter voll- oder teilzeitlich. Sitz des Vereins ist in 8134 Adliswil.
Die Arbeit unter Fremdsprachigen erfolgt schwerpunktmässig in der Deutschschweiz und innerhalb folgender Sprachgruppen: Arabisch, Urdu, Farsi, Dari, Tamilisch, Französisch, Englisch, Spanisch, Portugiesisch, Ukrainisch und Russisch.

## Nachrichtenblatt
Mit dem Nachrichtenblatt „meinNächster“ werden die Unterstützer und Interessierte aus der Arbeit informiert. Das Nachrichtenblatt erscheint alle zwei Monate und hat einen Umfang von acht Seiten im A4-Format. Darin wird über die Arbeit der MEOS-Mitarbeiter berichtet. Die erste Ausgabe erschien im Jahr 1964.

## Erwähnung in Publikationen und Medien
Der Verein MEOS wird im Religionsführer Zürich vorgestellt. Der Verein ist auch im Register von kirchlichen Behörden und evangelischen Werken des Kalenders der evangelischen Kirchen der Schweiz aufgeführt. Weiter ist der Verein auf der Internetplattform INFOREL eingetragen.